# Nelson Vivas
Pour les articles homonymes, voir Vivas.
Nelson David Vivas (né le 18 octobre 1969 à Granadero Baigorria, province de Santa Fe, Argentine) est un footballeur argentin qui a commencé au poste d'arrière droit avant de devenir l'assistant de l'ancienne gloire du football argentin Diego Simeone quand ce dernier était entraîneur.

## Carrière en Argentine
Vivas commence sa carrière avec Quilmes AC et fait ses débuts professionnels le 10 septembre 1991 contre Newell's Old Boys. Après trois ans à Quilmes, Vivas rejoint Boca Juniors où il joue 86 matchs jusqu'à son départ en 1998.

## Départ en Europe
Comme beaucoup de footballeurs sud-américains, Vivas part en Europe où il est prêté à l'AC Lugano, un club du championnat suisse. Cependant il ne joue que 10 matchs jusqu'à la fin de la saison et en août 1998, Arsenal FC l'achète à Boca Juniors pour 1 600 000 livres sterling.
Vivas fut de nombreuses fois utilisé comme remplaçant des arrières Lee Dixon et Nigel Winterburn. Il joua 18 matchs comme remplaçant lors de sa première saison à Highbury. 
En 2000, l'Argentin est prêté au club espagnol du Celta Vigo. Les deux saisons suivantes il apparaît à peine sur les terrains. Après les signatures d'Oleg Luzhny et Sylvinho par Arsenal, il ne peut postuler à une place de titulaire. Quand son contrat prend fin, Nelson Vivas quitte Londres et rejoint l'Inter Milan. Il aura joué 69 matchs chez les Gunners (dont 40 en tant que remplaçant) et marqué un seul but. À Milan, Vivas ne réussit toujours pas à s'imposer dans l'équipe première et après deux saisons chez les Nerazzurri, il quitte le football européen pour rentrer dans son pays, l'Argentine.

## Retraite
Après seulement une saison au Club Atlético River Plate, Vivas retourne au club de ses débuts, Quilmes, où il joue jusqu'en 2005, année où il prend sa retraite. 
En 2006, Vivas devient l'assistant de l'entraîneur des Estudiantes de La Plata, Diego Simeone. 

## Équipe nationale
Solide défenseur et bien qu'il n'ait jamais vraiment été titulaire dans aucun des clubs européens pour lesquels il a joué, Nelson Vivas a tout au long de sa carrière était régulièrement appelé en équipe nationale pour laquelle il a joué à 39 reprises et marqué un but. Il a aussi fait partie de l'équipe argentine qui a participé à la Coupe du monde 1998.